# 双和食品工業
双和食品工業株式会社（ふたわしょくひんこうぎょう）は、熊本県の餃子メーカー。地元では、「フタワのギョーザ」として知られている。

## 概要
1967年（昭和42年）の創業以来、餃子製造を行っており、業務拡張に伴い、チルド製品や冷凍製品での販売も行い、生餃子の工場直販や、主に九州地区のスーパーマーケットや生協、道の駅などで販売している。
冷凍製品は、インターネット通販サイトにより「餃子の王国」ブランドで、全国に向けて販売している。
取り扱い製品の主は餃子ではあるが、肉まんや小籠包など他の商品も手がけており、業務用販売も手がけている。

## 沿革
- 1967年 - 熊本市城山上代町527番地にて個人創業。
- 1971年 - 熊本市城山上代町212番地にて工場新築移転
- 1975年 - 熊本市八島町に移転
- 1980年 - 宮崎営業所開設
- 1982年 - 鹿児島営業所開設
- 1991年 - 大分営業所開設
- 1993年 - 熊本市八分字町に移転
- 1994年 - 福岡支店開設
- 2000年 - 通信販売事業部開設

## 本社
- 熊本県熊本市南区八分字町51番地

## 主な商品
- チルド
  - にら餃子
  - しそ餃子
  - キャベツ餃子
  - 玉ねぎ餃子
  - えび餃子
  - 黒豚餃子
- 工場直売餃子